# Acinipe muelleri
Acinipe muelleri är en insektsart som först beskrevs av Krauss 1893.  Acinipe muelleri ingår i släktet Acinipe och familjen Pamphagidae. Inga underarter finns listade i Catalogue of Life.